# Hayes (Hillingdon)
Hayes – miasto Londynu, leżące w gminie London Borough of Hillingdon. Hayes jest wspomniana w Domesday Book (1086) jako Hesa.